# N462 (België)
De N462 is een gewestweg in België tussen Wetteren (N417) en Brakel (N8).
De weg heeft een lengte van ongeveer 26 kilometer. Waarvan de 2 kilometer die de weg is onderbroken door de N46 en N42 niet zijn meegeteld.
De N462 loopt eigenlijk tot aan de Neerhofstraat in Brakel. De rest van de weg heet N462b.
De gehele weg, inclusief N462b, bestaat uit twee rijstroken voor beide rijrichtingen samen.

## Afbeeldingen

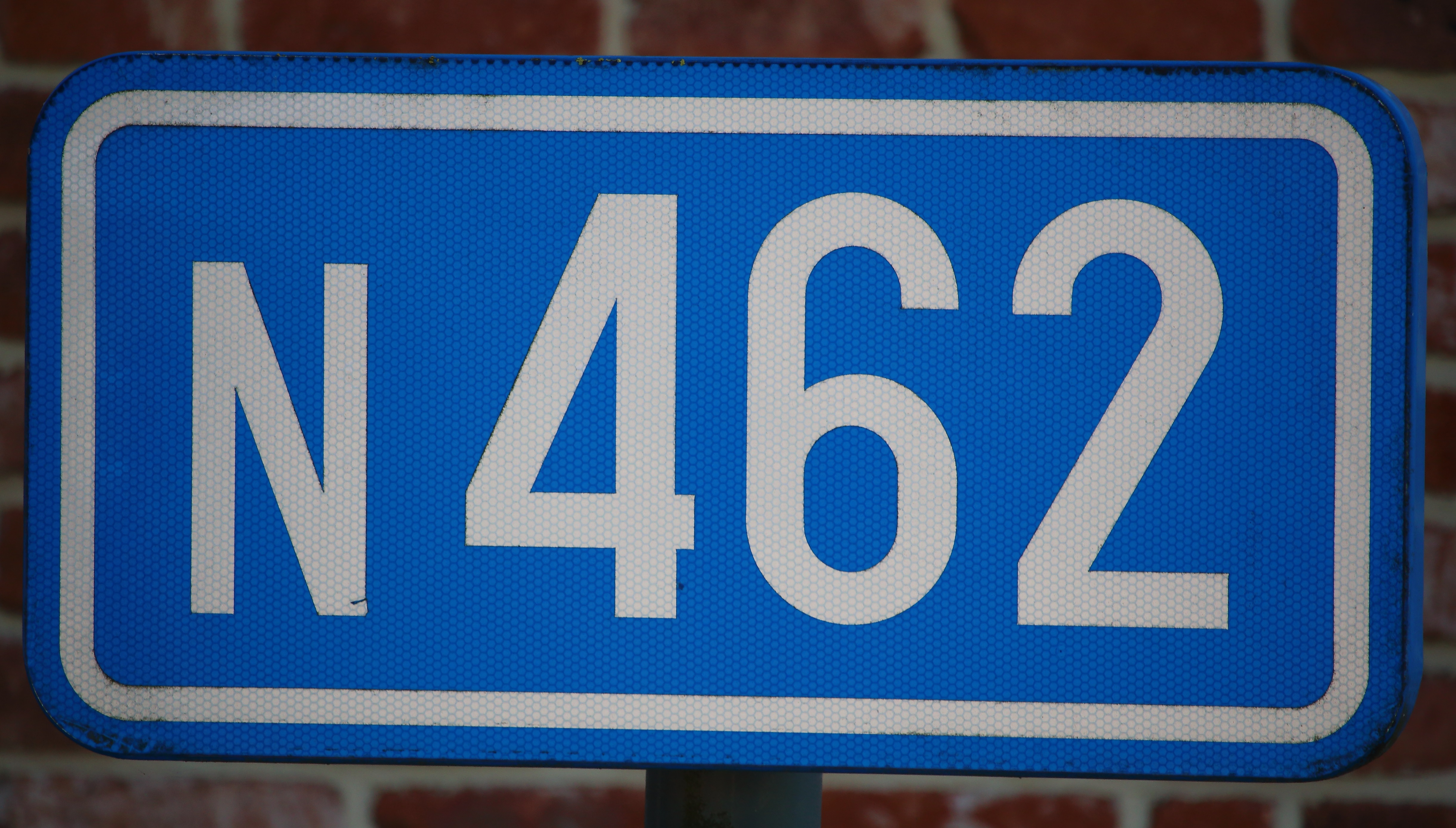
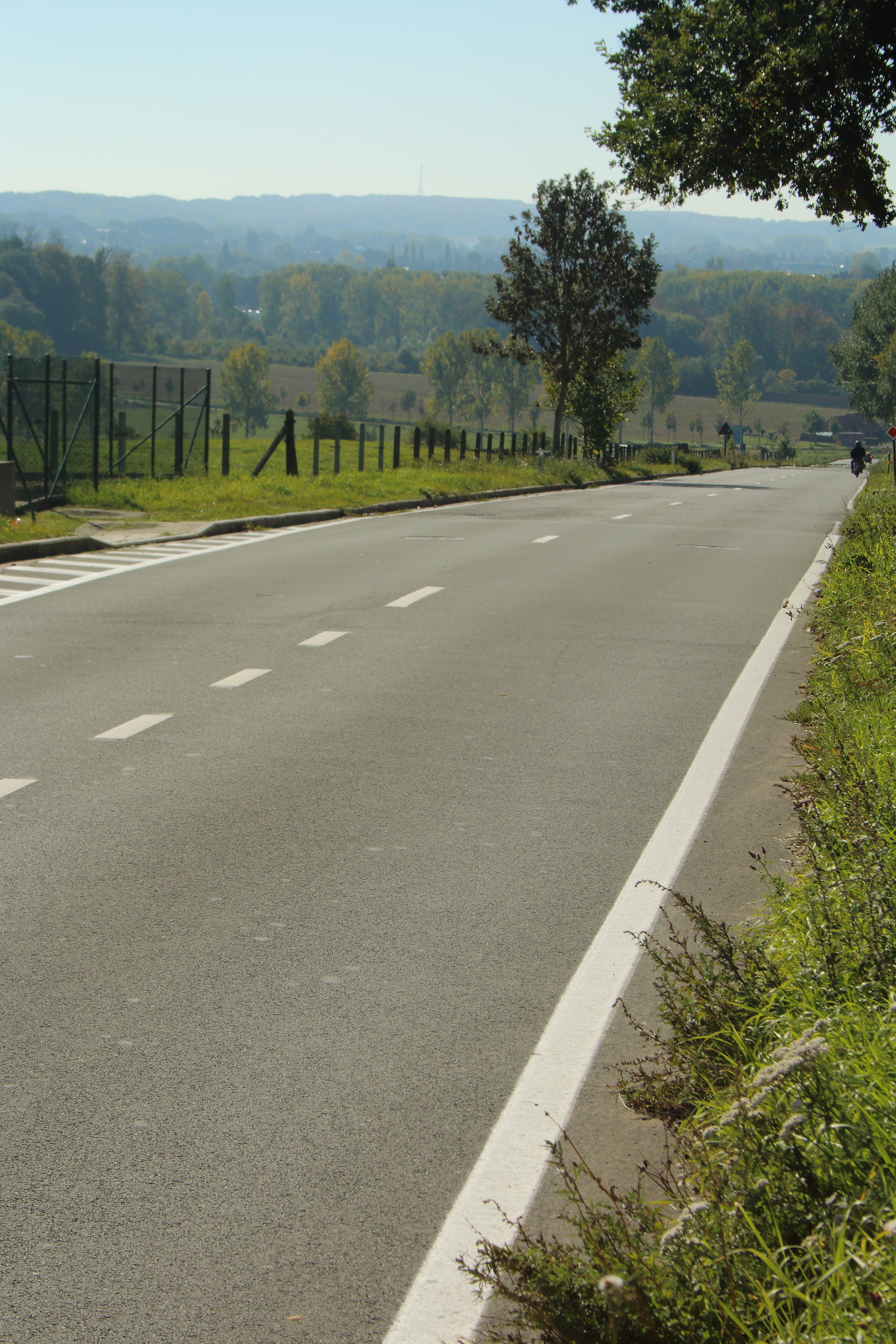
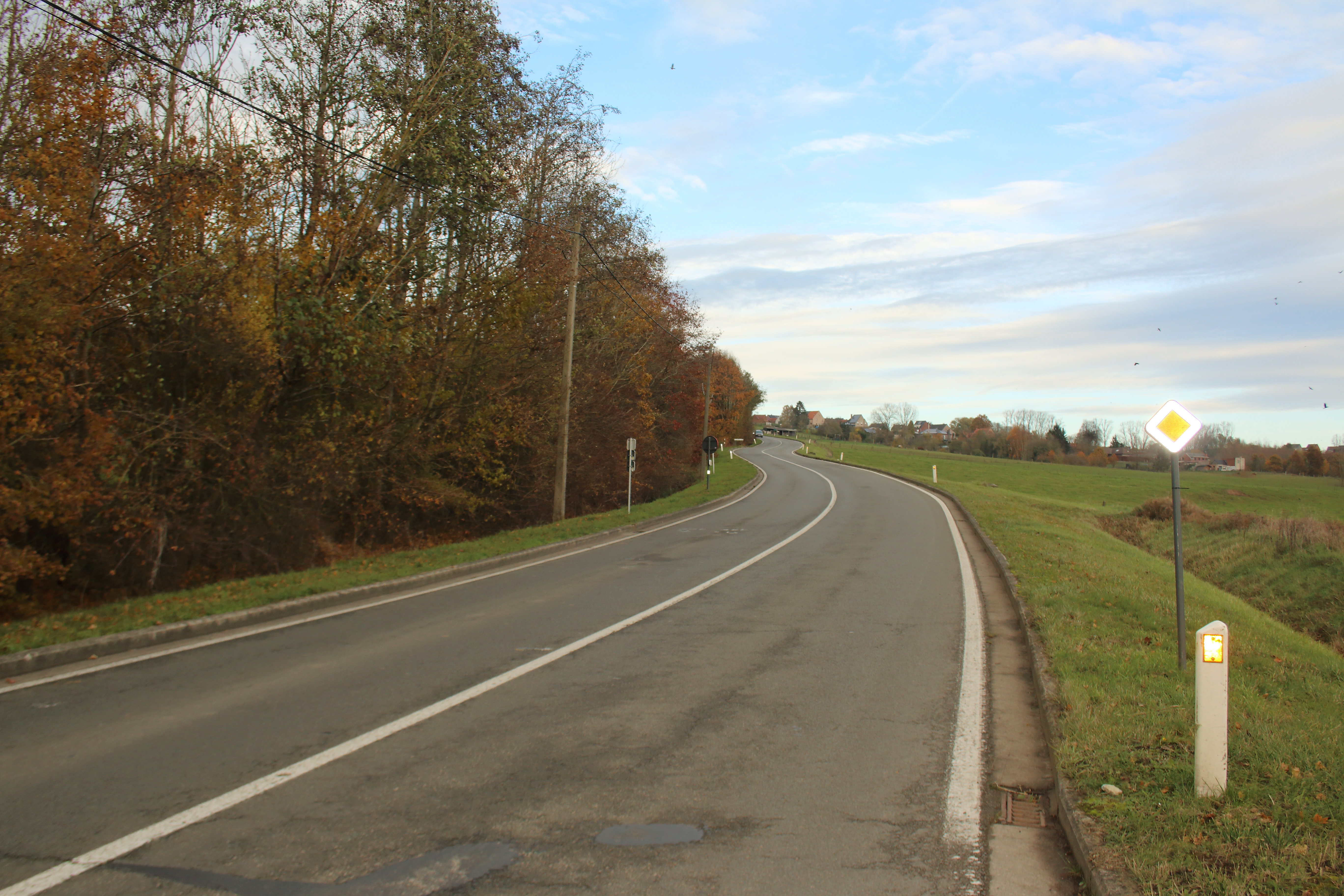

## Plaatsen langs de N462
- Wetteren
- Massemen
- Westrem
- Bavegem
- Sint-Lievens-Houtem
- Oombergen
- Leeuwergem
- Zottegem
- Erwetegem
- Sint-Maria-Oudenhove
- Brakel

## N462b
De N462b is een 1 kilometer lange route die onderdeel is van de N462 in de plaats Brakel. De weg vervolgt de N462 vanaf de Neerhofstraat over de Moriaanstraat, Watermolenstraat  en Beekstraat naar de N8 toe.

## N402
De 150 meter lange route over de Beekstraat is een voormalige route van de N402. In 2009 bevond zich nog op de hoek van de Beekstraat en de Brusselsestraat het kilometerbordje van de N402.